# Kamel Ouejdide
Kamel Ouejdide est un footballeur marocain né le 1er mai 1980 à Rabat (Maroc) et mort le 14 septembre 2024 à Saint-Cloud (France).
Il commence sa carrière professionnelle au Stade Malherbe Caen en 1997 et la finit en 2014 au WS Bruxelles.

## Carrière
Il commence le football à l'ES Nanterre puis au Racing.

### SM Caen (1995 -2002)
Il rejoint le centre de formation du SM Caen à l'âge de 16 ans en même temps que William Gallas. Il dispute des matchs pour l'équipe réserve et se fait vite repéré en marquant de nombreux buts. Il est naturalisé en 1998.
Il joue son premier match professionnel le 11 février 1998 contre l'OGC Nice. Il ne marque qu'un seul but pour l'équipe pro le 2 octobre 1999 contre Amiens SC.
En manque de jeu et en conflit avec l'entraineur Pascal Théault, il est prêté une saison au Red Star 93 en 2000-2001.

### Une première expérience à l'étranger (2002-2004)
En 2002, il signe en Turquie, mais jouant peu, il signe la saison suivante en Allemagne.

### Un retour en France (2004-2008 )
De retour en France, il rejoint l'ASOA Valence, puis le FC Sète et Clermont Foot où il reste 2 ans. Il quitte en 2008 Clermont Foot 63 pour Cannes. Ne s’y plaisant pas, il ne reste que quelques mois, de septembre 2008 à décembre 2008.

### Une deuxième expérience à l'étranger (2008-2014)
En 2008, il part en Espagne avant de rejoindre la Belgique.

### Fin de carrière et reconversion
Il revient en France en 2014 et signe au Bobigny AF. Il se reconvertit ensuite en tant que restaurateur à Rueil-Malmaison pendant 4 ans. Il devient ensuite fonctionnaire de mairie où il propose des activités sportives aux jeunes.
Kamel Ouejdide est décédé des suites d'une longue maladie. Il n'avait que quarante-quatre ans.
| Saison         | Club                       | Pays      | Division | Matchs | Buts | Équipe B |
| -------------- | -------------------------- | --------- | -------- | ------ | ---- | -------- |
| 1997-2000      | SM Caen                    | France    | 2        | 10     | 1    | 58 (28)  |
| 2000-2001      | Red Star (prêt)            | France    | Nat      | 4      | 1    |          |
| 2001-2002      | SM Caen                    | France    | 2        | 0      | 0    |          |
| 2002-2003      | Goztepe Izmir              | Turquie   | 1        | 9      | -    |          |
| 2003-2004      | Fortuna Düsseldorf         | Allemagne | 4        | 24     | 7    |          |
| 2004-2005      | ASOA Valence               | France    | Nat      | 31     | 11   |          |
| 2005-2006      | FC Sète                    | France    | 2        | 29     | 3    |          |
| 2006-2007      | Clermont Foot              | France    | Nat      | 30     | 19   |          |
| 2007-2008      | Clermont Foot              | France    | L2       | 9      | 1    |          |
| 2008-déc. 2008 | AS Cannes                  | France    | Nat      | 11     | 0    |          |
| 2008- 2010     | Racing de Ferrol           | Espagne   |          |        |      |          |
| 2010 - 2012    | Royal Boussu Dour Borinage | Belgique  | D2       |        |      |          |

## Palmarès
- Vice-champion Oberliga Nordrhein (D4 Allemande) en 2004.
- Vice-champion de France de National en 2005.
- Champion de France de National en 2007 (Clermont Foot).